# رودریگو گارسیا (کارگردان)
رودریگو گارسیا (انگلیسی: Rodrigo García؛ زادهٔ ۲۴ اوت ۱۹۵۹) یک کارگردان، فیلم‌نامه‌نویس و فیلم‌بردار اهل کلمبیا است. وی از سال ۲۰۰۰ میلادی تاکنون مشغول فعالیت بوده‌است.
وی کارگردان فیلم‌هایی همچون سانتا اِویتا، چهار اتاق، آلبرت نابز، سوپرانوز، شش فوت زیر زمین، چیزهایی.... و عشق بزرگ بوده است.